# Igreja da Colegiada, Castelo e Centro Histórico de Quedlimburgo
O centro histórico de Quedlimburgo é um exemplo extraordinário de cidade medieval europeia", foi como a Unesco justificou em 1998 a sua inclusão na lista dos patrimónios da humanidade.
Situada na Rota Romanesca, ela é um típico exemplo de cidade medieval maravilhosamente bem preservada. A cidade ostenta várias casas e outros monumentos nos estilos enxaimel (com 8 séculos de idade) e art noveau. O actual museu de arquitetura medieval fica numa das casas mais antigas, que data de 1340.
A Igreja da Colegiada, o local onde está o túmulo de Henrique I, primeiro rei alemão, e da sua mulher Mathilde, a cripta de São Wigbert e o tesouro da catedral, são obras-primas da arte da arquitetura românica. A área declarada Património Mundial inclui, para além do que já se falou, os montes de Burgberg e Münzenber e a igreja de São Wigbert.